# Lepidocyrtus cinereus
Lepidocyrtus cinereus är en urinsektsart som beskrevs av James P. Folsom 1924. Lepidocyrtus cinereus ingår i släktet Lepidocyrtus och familjen brokhoppstjärtar. Inga underarter finns listade i Catalogue of Life.